# Al-Ubayyid
Al Ubayyid er en by i det centrale Sudan, med et indbyggertal på cirka 230.000. Byen er hovedstad i regionen Nord-Kurdufan, og ligger 370 kilometer sydvest for hovedstaden Khartoum.